# Sattelfleck-Anemonenfisch
Der  Sattelfleck-Anemonenfisch (Amphiprion polymnus) gehört zu den Riffbarschen (Pomacentridae). Durch seinen breiten Sattelfleck unterhalb der Rückenflosse unterscheidet er sich von allen anderen Anemonenfischen.
Er lebt in den Korallenriffen des Südchinesischen Meeres und in den Gewässern um die Inselwelt Indonesiens, der Philippinen, Taiwans, der Ryūkyū-Inseln, Neuguineas, der Salomon-Inseln, und des australischen Northern Territory.
Amphiprion polymnus wird bis zu 12 Zentimeter lang.
Er akzeptiert zwei Arten von Symbioseanemonen als Partner.
- Die Lederanemone (Heteractis crispa)
- Die Teppichanemone (Stichodactyla haddoni)

Exemplare, die in Symbiose mit der Lederanemone leben sind meistens melanistisch. Nur die weißen Streifen und die weiße Zeichnung der Schwanzflosse sind noch vorhanden.
Flossenformel: Dorsale X–XI/16–18, Anale II/12–14 